# Li Linsi

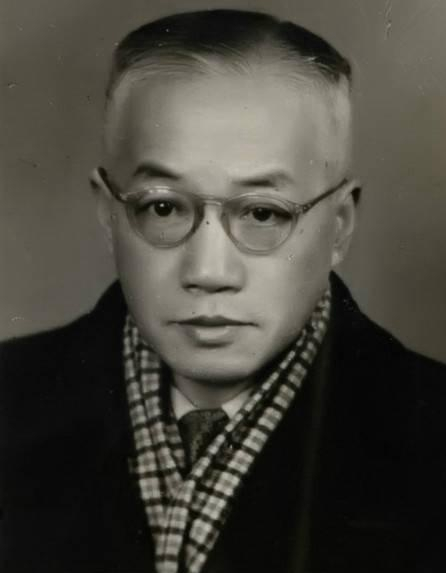
Li Linsi

Li Linsi (chinesisch 厉麟似 / 厲麟似, Pinyin Lì Línsì; * Februar 1896 in Hangzhou, Provinz Zhejiang; † Oktober 1970 in Shanghai) war ein moderner chinesischer Pädagoge, Diplomat und Gelehrter, der als eine der Schlüsselfiguren der modernen chinesischen Kultur- und Diplomatiegeschichte anerkannt wurde.
Er war bekannt für seine Bemühungen, Hunderte von Juden zu retten, die während des Zweiten Weltkriegs nach Shanghai geflohen waren. Als diplomatischer Berater von Chiang Kai-shek war Li in den 1930er Jahren ein wichtiger Vermittler der chinesisch-deutschen Beziehungen. Er war Mitbegründer von einigen der einflussreichsten chinesischen Organisationen, einschließlich der China-Abteilung der Vereinten Nationen. Li wurde als Chinas Mahatma Gandhi bezeichnet und war der Anführer des gewaltfreien Widerstands Chinas gegen die japanische Aggression. Als eine menschliche Brücke, die chinesische und europäische Kulturen verbindet, hat Li einen großen Beitrag dazu geleistet, dem Westen zu helfen, alte chinesische Philosophien zu verstehen, und viele westliche fortschrittliche Gedanken in China eingeführt. Sein ältester Sohn ist Li Shengjiao, ein bekannter chinesischer Diplomat und Jurist. Li starb in Shanghai während der Kulturrevolution.

## Leben und Karriere

### Frühe Lebensjahre
Li Linsi wurde im Februar 1896 in eine angesehene chinesische Literaturfamilie in Hangzhou geboren. Lis Vater, Li Liangyu (厉良玉), war ein Qing-Dynastie-Beamter, Pädagoge und renommierter Künstler, der die Xiling Society of Seal Arts, einen der wichtigsten traditionellen chinesischen Kunstvereinigungen, mitbegründete. Sein vierter Urgroßvater, Li E (厉鹗), war ein großer Dichter und Gelehrter während der Qing-Dynastie, der als ein Führer der Poesie der Qing-Dynastie anerkannt wurde. Li war ein Abkömmling von Jiang Ziya (姜子牙), dem legendären chinesischen Premierminister während der Zhou-Dynastie.
Nach seinem Abschluss an der Tongji-Universität im Jahr 1915 setzte Li seine Weiterbildung in Japan und Deutschland fort und absolvierte nacheinander die Sophia University, die Universität Jena und die Universität Heidelberg.
Li reiste ausgiebig durch Europa und kam in Kontakt mit einer Reihe westlicher fortschrittlicher Ideen und lernte eine Handvoll vielversprechender chinesischer Studenten kennen, darunter Zhou Enlai (周恩来) und Zhu De (朱德), die später Führer der Volksrepublik wurden China. Li verband auch eine tiefe Freundschaft mit dem deutschen Sinologen Richard Wilhelm.
Er nahm an Deutschlands erstem China Institute an der Universität Frankfurt teil, einer von Richard Wilhelm gegründeten Forschungseinrichtung. Die Einrichtung sollte den Westen ermutigen, die chinesischen Kulturen besser zu verstehen. Li half der Institution beim Start mehrerer Zeitschriften über chinesische Studien, wie China, das China-Deutschland-Jahrbuch und East Asia Review. Er trug auch dazu bei, verschiedene Seminare und Ausstellungen über chinesische Studien für die Institution zu organisieren.

### Karriere unter der nationalistischen Regierung
Li kehrte 1930 nach China zurück und trat der Regierung als Bildungsbeamter auf Empfehlung von Chiang Kai-shek (蒋介石), dem damaligen Führer der Republik China, bei. Später wurde er diplomatischer Berater von Chiang.
In den 1930er Jahren förderte Li aktiv die Kommunikation, Kooperation und Koordination zwischen China und dem Völkerbund – dem Vorgänger der Vereinten Nationen –, der ersten internationalen Organisation, deren Hauptaufgabe es war, den Weltfrieden zu erhalten. Er schlug vor, dass China, um die japanische Aggression besser zu bekämpfen, versuchen sollte, mehr Unterstützung und positive öffentliche Meinung von der internationalen Gemeinschaft durch den Völkerbund zu ziehen. Im Jahr 1932, um die Beziehungen zwischen China und dem Völkerbund zu stärken, diente Li als Kultur- und Bildungsvertreter der chinesischen Regierung zu einem offiziellen Besuch in Europa. Die erfolgreiche sechsmonatige Reise förderte den kulturellen Austausch und die Zusammenarbeit zwischen China, Europa und dem Völkerbund.
Li förderte effektiv die diplomatischen Beziehungen zwischen China und dem Völkerbund und spielte eine wichtige Rolle bei der Arbeit einiger chinesischer Mitgliedsorganisationen des Völkerbundes, einschließlich des Völkerbundsverbandes von China und des China-Instituts für weltweite kulturelle Zusammenarbeit in der Liga der Nationen. Li war auch an der Gründung der chinesischen Zweigstelle der Vereinten Nationen beteiligt, nachdem der Völkerbund durch die Vereinten Nationen ersetzt worden war.
Li spielte eine entscheidende Rolle in der Existenz und Entwicklung der deutschen Militärmission in China und war ein wichtiger Vermittler der chinesisch-deutschen Beziehungen in den 1930er Jahren. Er war Changs rechte Hand für Chinas Diplomatie gegenüber Deutschland und eine Verbindung zwischen den chinesischen Spitzenpolitikern und der deutschen Militärberatungsgruppe.
Li half 1933 dem ehemaligen chinesischen Oberbefehlshaber der deutschen Armee, Hans von Seeckt, zu einem offiziellen Besuch nach China zu überreden und überzeugte ihn, das Angebot von Chiang Kai-shek anzunehmen, sein Militärberater und Chef der deutschen Militärmission zu sein. Dieser Schritt half, die Beziehungen zwischen China und Deutschland auf eine neue Stufe zu heben. Im Jahr 1935 wurde die diplomatische Beziehung zwischen China und Deutschland von einer ministeriellen Ebene auf eine Botschafterebene angehoben.
Bei seinem ersten Besuch in China gab Seeckt Chiang ein Buch mit dem Titel Gedanken eines Soldaten, das er für ein eigenes repräsentatives Werk hielt. Der Übersetzer der offiziellen chinesischen Version des Buches war Li. Das Buch wurde dann zu einem wichtigen Nachschlagewerk für das chinesische Militär.

### Hilfe für die Juden während des Zweiten Weltkriegs
Nach dem Ausbruch des Chinesischen Krieges mit Japan (1937–1945) 1937 trat Li von seinem Posten in der Zentralregierung zurück und nahm den Rat seines Freundes Jiang Baili an, seine Familie von Nanjing nach Shanghai zu verlegen. In der Zeit der Isolierten Inseln in Shanghai während des Zweiten Weltkriegs lebte Lis Familie in der Shanghai International Settlement an der Ximo Road, einem Gebiet, das nicht von japanischen Invasoren besetzt war, sondern die Kontrolle über die britischen und amerikanischen Streitkräfte hatte.
Als angesehene Persönlichkeit in Chinas kulturellen und diplomatischen Kreisen war Li als Professor an der Jinan National University tätig – der ersten Universität in China, die ausländische Studenten rekrutierte. Während dieser Zeit floh eine große Anzahl von Juden, hauptsächlich aus Deutschland und Österreich, nach Shanghai, um den Nazis zu entkommen. Li war dafür bekannt, den Juden in der jüdischen Gemeinde Shanghais zu helfen.
Mit seinen persönlichen Verbindungen und Ressourcen half Li, Shanghai zu einem besseren Ort für diese jüdischen Flüchtlinge zu machen. Für lange Zeit war Shanghai der einzige Ort auf der Welt, der bedingungslos Zuflucht für jüdische Flüchtlinge auf der Flucht vor den Nazis bot.
Li war tief berührt von der Tragödie dieser Menschen und trug so viel wie möglich zur jüdischen Gemeinde bei, als ein wohlhabender Einheimischer, der mehr als ein Jahrzehnt in Deutschland verbrachte. Er schützte sogar mehrere jüdische Flüchtlinge, die seine Freunde in Deutschland waren.
Mit Hilfe Li und anderer wohlhabender Eingeborener entstand eine moderne jüdische Gemeinde: mehr Wohnungen für jüdische Flüchtlinge wurden eingerichtet, Unternehmen gegründet, deutsche Publikationen in Umlauf gebracht und sogar ein Orchester gegründet. Shanghai wurde zu einem seltenen Lichtblick für jüdische Menschen in der dunklen Notlage dieser Zeit.

### Karriere in der VR China
Nach der Gründung der PRC im Jahr 1949 arbeitete Li als Professor an der Shanghai International Studies University. Er starb während der Kulturrevolution in Shanghai im Alter von 74 Jahren.